# パニッシャー: ウォー・ゾーン
『パニッシャー: ウォー・ゾーン』（Punisher: War Zone）は、2008年製作のアメリカ映画。

## 概要
マーベル・コミック社の人気シリーズ『パニッシャー』の実写映画化作品。過去の作品も含めると3度目の実写化となるが、それぞれの作品の間に関連性は一切無い。
以前に製作された2作品（それぞれドルフ・ラングレン、トーマス・ジェーンが主演）では、フランクの生い立ちや家族を失うまでの経緯といった各設定が変更されていたが、本作は原作の数あるシリーズの中から「Punisher: Max」シリーズの設定がそのまま用いられている。また、3度目となる映画化に準じて、パニッシャーを象徴するスカル（髑髏）のシンボルも変更が加えられている。
製作元はマーベル・スタジオ。本作は同社が独立してから製作された3本目の作品だが、初めて「マーベル・ナイツ」（Marvel Knights＝マーベル作品の中でも大人向けのものにのみ与えられる社標）としてクレジットされている。

## ストーリー
元アメリカ軍兵のフランク・キャッスルがマフィアに家族を殺され、法で裁けない悪に処刑を下す「パニッシャー」として暗躍するようになってから6年。
ある夜、フランクはニューヨークを牛耳る巨大マフィアのパーティ会場を襲撃。幹部たちが次々と処刑されていく中、「ハンサムビリー」の異名を取るビリー・ルソッティはその場から逃走してしまう。事件現場に居合わせた市警の刑事からビリーの潜伏先が波止場の倉庫であると聞き、フランクはすぐさま波止場へ急行。隙を突いて倉庫へ潜入すると、ビリーの腹心であるドナテッリを射殺。続いて手下たちを次々に処刑し、ビリーをガラス粉砕器の中に突き落とす。
処刑を終えたフランクだったが、間もなくドナテッリがFBIの潜入捜査官であったと知り衝撃を受ける。自身が護るべき「善」である人間の命を奪ってしまったことで、苦悩するフランク。思い詰めた末にドナテッリの家を訪れるも、ドナテッリの娘であるグレースの無垢な眼差し、そして妻アンジェラの憎しみを目の当たりにし、フランクはパニッシャーとしての活動を辞めることを決意する。
その頃、顔面を包帯で覆ったひとりの男が、場末の違法医師の元に訪れる。男の正体は、死んだはずのビリーであった。ビリーは粉砕器で顔面の皮膚や腱、さらには骨格までを引き裂かれながら、辛くも一命を取り留めていた。応急処置として割れた骨格を金属板で固定し、なくなった皮膚の代わりに馬の皮膚を縫いつけられたビリー。かつて「ハンサムビリー」と呼ばれた面影はもはや消え去り、見るも無惨な形相へと変貌したビリーは、違法医師を殺害し、自ら「ジグソウ」と名乗り、生き残ったわずかな手下たちと共にフランクへの復讐を誓う。
ジグソウは手始めとして、精神病院に監禁されている弟の「変人（ルーニー・ビン）ジム」ことジミーを解放。続いて自身の勢力を拡大すべく、国外の組織と生物兵器の裏取引に向けて乗り出すが、自身の資金の大半がなくなっていることに気付く。かつて資金の洗浄役がフランクに殺害され、なおかつFBIの潜入捜査官という素性を持っていたドナテッリであったことからドナテッリが資金をかすめ取っていたと思いこんだジグソウはドナテッリ邸を襲撃する。
その頃、フランクは情報屋にして武器屋でもある「マイクロチップ」ことライナスの元へ向かい、自身のパニッシャーとしての辞意を伝える。だが、アンジェラとグレースのドナテッリ母娘に危機が迫っていることをライナスから告げられ、ジグソウを葬り去るまではパニッシャーの活動を続けることを決意。市警のパニッシャー対策課に属するソープ刑事、そしてドナテッリの相棒であったブディアンスキー捜査官の協力を得て、母娘を自身の隠れ家に匿うことに成功する。
しかし安心したのもつかの間、ジグソウの怒りはいよいよ頂点に達し、ニューヨーク中の様々な組織を一挙に集めてフランクを迎え撃つという大胆不敵な計画を企てる。さらにはフランクをおびき寄せるエサとして、フランクが留守の間に隠れ家を急襲。ライナスの弟分であるカルロスに致命傷を負わせ、ドナテッリ母娘とライナスを拉致してしまう。隠れ家に戻ったフランクは助かる見込みのないカルロスをやむを得ず介錯する。
ジグソウの卑劣な手段に激怒したフランクは、母娘を護るため、そしてジグソウとの決着を付けるために、一千人ものマフィアが待ち受けるウォー・ゾーン（交戦地帯）へと自ら飛び込んでいった。

## 登場人物
フランク・キャッスル
演 - レイ・スティーヴンソン
犯罪者を退治する男。特殊部隊の教官を務めていたが妻子を殺害され、パニッシャーとなった。極悪とみなせば女性も躊躇なく殺害する。しかし、潜入捜査官であった善人を殺害してしまい、自分の活動に自信を持てなくなる。せめてもの償いに、その家族であるアンジェラとグレースを守ることを決める。悪人に対する容赦がない一方で善人にはかなり甘く、ポールとの戦いでは有利だったのにFBIとわかったら気が緩んだところを手錠をかけられてしまった。
ビリー・ルソッティ
演 - ドミニク・ウェスト
通称ジグソウ。端正な顔立ちだったがパニッシャーにより顔面を切り刻まれ悲惨な形相となる。殺された潜入捜査官が大事な金を持っていると思ったことから、その妻と娘であるアンジェラとグレースを狙う。
アンジェラ・ドナテッリ
演 - ジュリー・ベンツ
FBI捜査官の夫を持つ女性。夫を殺害してしまったフランクを当然恨み、慰謝料といえた金銭も受け取らなかった。
ポール・ブディアンスキー
演 - コリン・サーモン
FBI捜査官。フランクが殺害してしまった捜査官の相棒だった。フランクとほぼ互角の殴り合いをするなど戦闘能力はある。
ルーニー・ビン・ジム
演 - ダグ・ハッチソン
ビリーの弟。
マーティン・ソープ
演 - ダッシュ・ミホク
刑事。フランクの素性を知っている。
ライナス・"マイクロチップ"・リーバーマン
演 - ウェイン・ナイト
武器屋であり情報屋。マイクロチップが生きていることとアンジェラとグレースが狙われていることをフランクに話す。
グレース
アンジェラの娘。

## キャスト
| 役名                                     | 俳優                   | 日本語吹替                                                              |
| ---------------------------------------- | ---------------------- | ----------------------------------------------------------------------- |
| フランク・キャッスル（＝パニッシャー）   | レイ・スティーヴンソン | 大塚明夫                                                                |
| ビリー・ルソッティ（＝ジグソウ）         | ドミニク・ウェスト     | 斎藤志郎                                                                |
| アンジェラ・ドナテッリ                   | ジュリー・ベンツ       | 藤本喜久子                                                              |
| ポール・ブディアンスキー FBI捜査官       | コリン・サーモン       | 西凛太朗                                                                |
| ルーニー・ビン・ジム                     | ダグ・ハッチソン       | 高木渉                                                                  |
| マーティン・ソープ刑事                   | ダッシュ・ミホク       | 木下浩之                                                                |
| ライナス・"マイクロチップ"・リーバーマン | ウェイン・ナイト       | 原田晃                                                                  |
| ピッツィー                               | マーク・カマチョ       | 中村浩太郎                                                              |
| ニッキー                                 | ロマーノ・オルザリ     | 佐藤せつじ                                                              |
| ミラー                                   | ラリー・デイ           | 丸山壮史                                                                |
| その他                                   | N/A                    | 間宮康弘 小松史法 加納千秋 田村健亮 杉山大 安藤紫緒 前野智昭 平野夏那子 |
| 日本語版制作スタッフ                     |                        |                                                                         |
| 演出                                     | 演出                   | 久保宗一郎                                                              |
| 字幕翻訳                                 | 字幕翻訳               | 岸田恵子                                                                |
| 吹替翻訳                                 | 吹替翻訳               | 松崎広幸                                                                |
| 調整                                     | 調整                   | TFCスタジオセンター                                                     |
| 制作                                     | 制作                   | 東北新社                                                                |